# Вроцлавська архідієцезія
51°06′36″ пн. ш. 17°01′20″ сх. д. / 51.11° пн. ш. 17.0222° сх. д.
Вроцлавська архідієцезія — одна з 14 архідієцезій римо-католицької церкви в Польщі, одна з найстаріших польських дієцезій.
Існує з 1000 року, коли була створена митрополія з центром у Гнезно. До 1821 входила до складу Гнезнинської митрополії, 1821 перепорядкована Апостольскій столиці. З 1930 має статус архідієцезії, з 1972 після передачі Вроцлавської митрополії Польщі входить до її складу.
Кафедральний храм — Собор святого Івана Хрестителя у Вроцлаві